# Roulotte

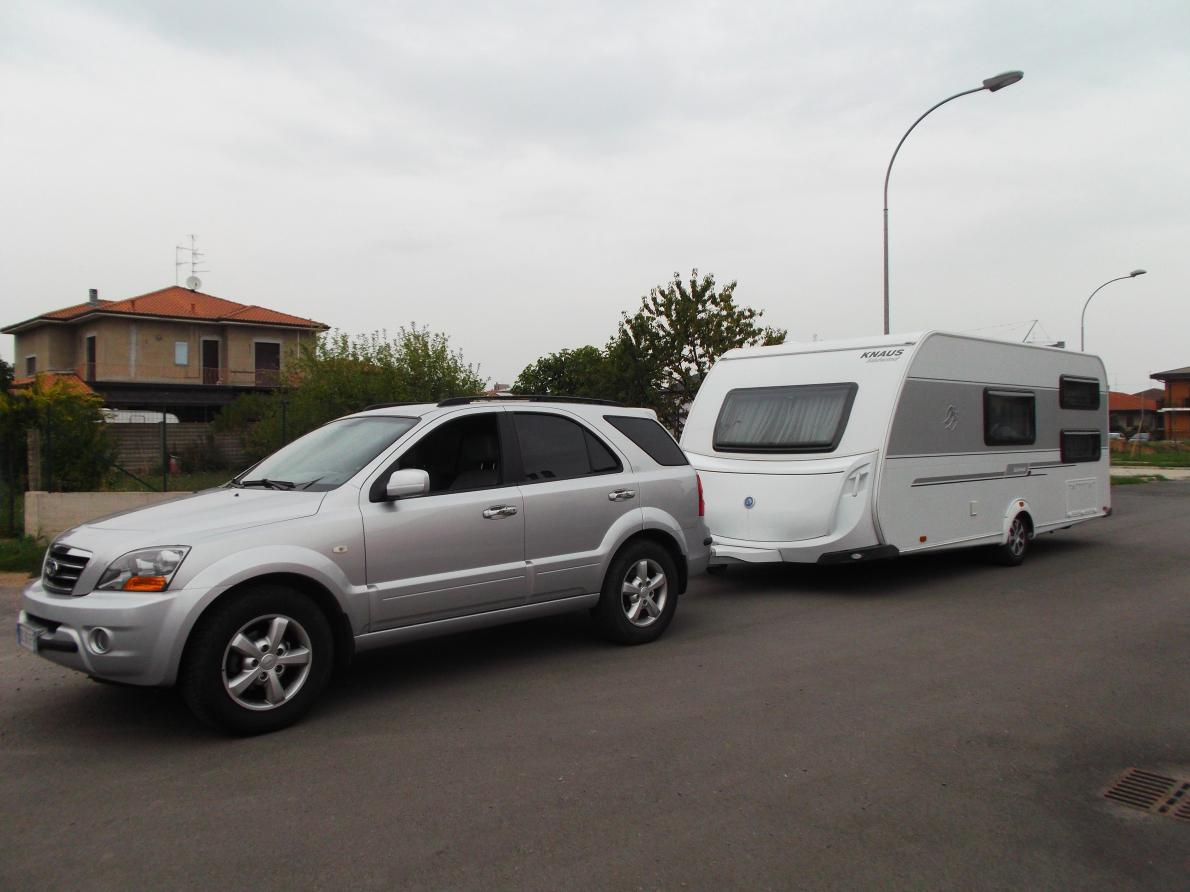
Moderna roulotte tedesca Knaus, agganciata alla trattrice

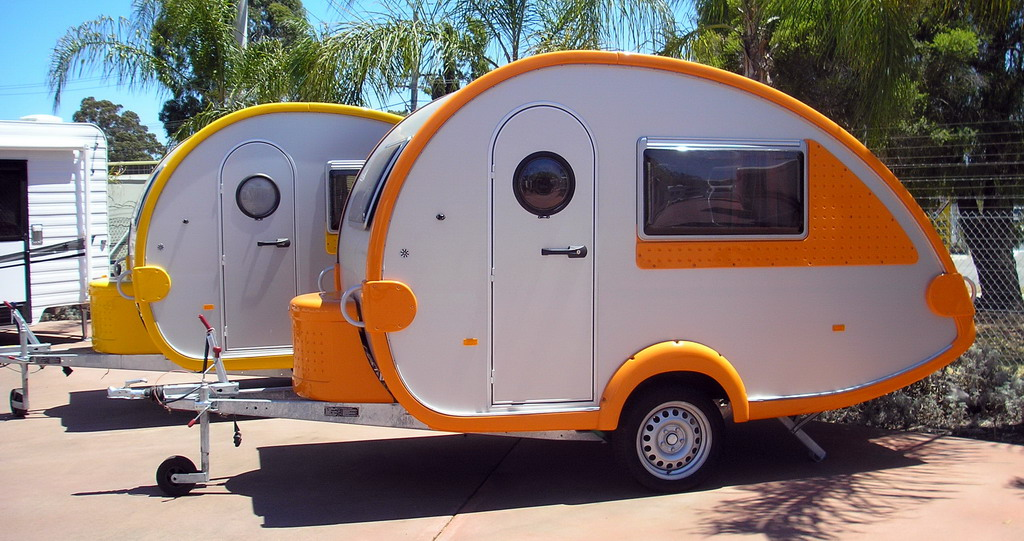
Roulotte della tedesca Tabbert

La roulotte (francesismo derivante da rouler,), raramente rulotta, è un rimorchio allestito per permettere il soggiorno di persone durante le soste, anche per periodi di diversi giorni e generalmente durante le vacanze.
Si compone di un telaio sul quale è allestito un abitacolo. Il telaio è dotato anteriormente di un timone atto a congiungersi col gancio di traino del veicolo ed è fornito generalmente di un asse con due ruote. I modelli più grandi possono avere quattro ruote su due assi ravvicinati.

## Origini, sviluppo, uso
Le origini della roulotte possono essere fatte risalire ai carri dei nomadi e dei circhi. Con l'avvento dell'automobile ha iniziato a diffondersi l'uso di rimorchi abitabili che sono divenuti sempre più raffinati negli allestimenti e nella tecnologia.
In effetti la definizione per il codice della strada italiano e nei libretti di circolazione, è caravan (caravane in lingua francese dove la "Roulotte" è invece il vecchio carro trainato dai cavalli). Il termine viene dall'inglese e deriva dal persiano Karwan, caravanserraglio, deposito di caravan.
La roulotte è stata il veicolo per le vacanze itineranti per eccellenza fino agli anni ottanta, fino a quando iniziarono a diffondersi i camper che, soprattutto in Italia, hanno preso molto piede. Negli altri paesi europei ed in Nord America è invece ancora la roulotte ad essere il veicolo d'eccellenza per le vacanze itineranti.
Rispetto al camper, la roulotte ha il vantaggio di un costo notevolmente inferiore e dà la possibilità di disporre dell'automobile durante le soste. In alcune zone italiane non è possibile usufruire delle aree di sosta, mentre il campeggio libero, sia esso praticato con camper che con roulotte, in Italia e in molti altri paesi europei non è consentito. La roulotte in Europa è molto diffusa e preferita al camper da tedeschi, austriaci, olandesi e francesi che la usano molto per viaggiare. In Italia invece viene spesso tenuta tutta la stagione sempre nello stesso campeggio ed utilizzata in maniera permanentemente stanziale.
Negli ultimi anni, dopo un vertiginoso calo delle vendite, la roulotte sta prendendo sempre più piede in Italia. Questo ritorno è spinto da più fattori, tra cui: le automobili sono via via sempre più potenti, performanti e pesanti, condizioni vantaggiose per il traino; i continui investimenti dei vari marchi europei costruttori di roulotte hanno reso possibile, oggi, avere a listino roulotte accessoriate a prezzi molto competitivi; le tecnologie di telaio, sospensioni, stabilizzatori antisbandamento (meccanici ed elettronici) e pneumatici sono migliorate, e questo ha permesso comportamenti dinamici delle roulotte sempre migliori. Inoltre per il posizionamento in campeggio è possibile dotarle di un accessorio denominato mover che consente di muoverle con un telecomando.

## Equipaggiamento interno

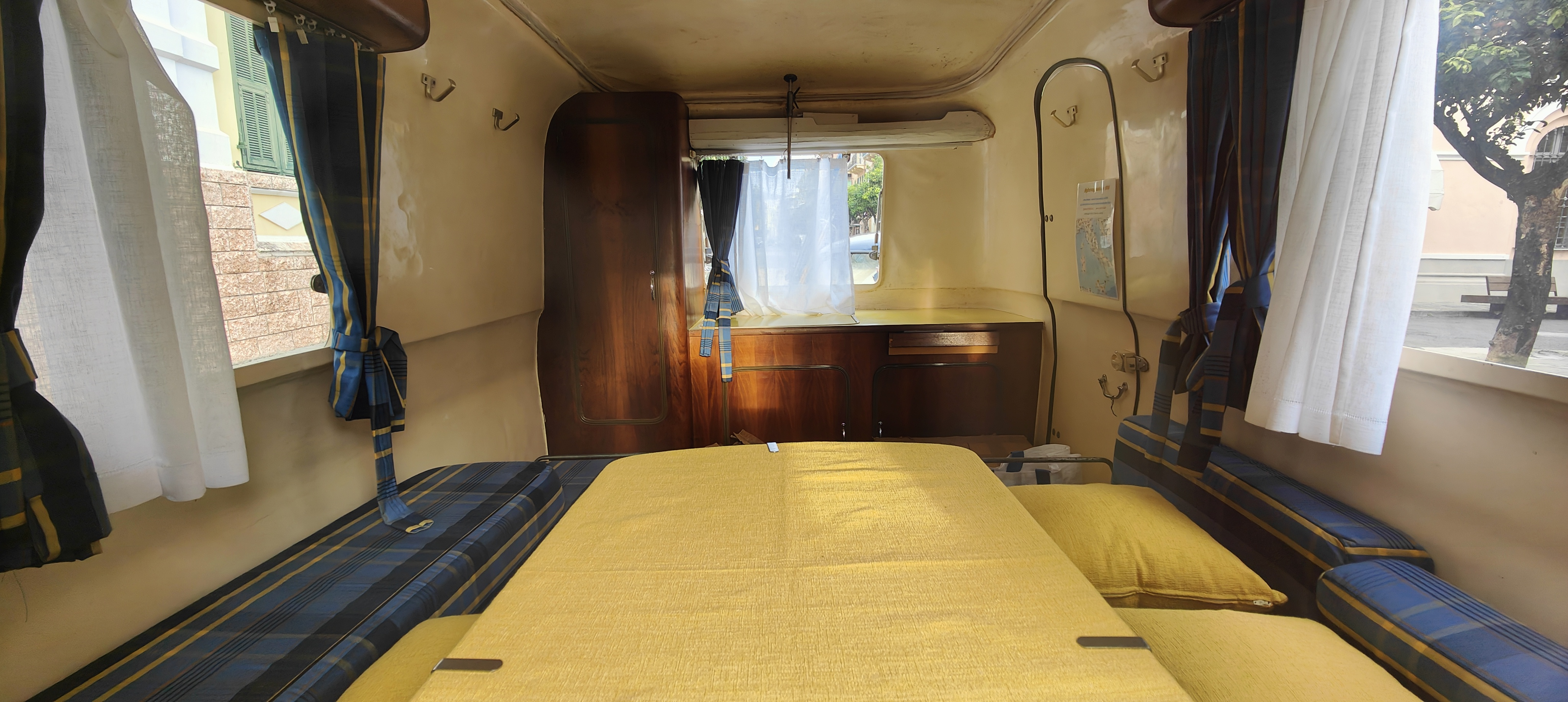
Allestimento di una roulotte del 1965

L'allestimento minimo dell'abitacolo comprende una o più combinazioni di divani e tavolino trasformabili in letti (dinette), un angolo cucina con un fornello, uno o più ripostigli. Ad eccezione dei modelli di dimensioni minime, è presente quasi sempre un ambiente destinato a contenere un bagno chimico, un lavabo e a volte una doccia.
Dagli anni ottanta in poi frigorifero e stufa sono diventati accessori di serie sulla maggior parte dei modelli in vendita, i quali possono essere alimentati ad elettricità o gas. L'impianto elettrico, che fino agli anni novanta era in genere diviso in due parti (una a 220 volt collegabile all'esterno e una a 12 volt che può essere alimentata dal veicolo trainante o da una batteria), è generalmente unico con un trasformatore; in sosta funziona con la batteria dell'auto, ed in campeggio attraverso il trasformatore funziona con la corrente 12 volt trasformata e stabilizzata. Nelle roulotte di ultima generazione si è iniziato a utilizzare alimentatori switching.
Normalmente è presente almeno un serbatoio d'acqua fornito di pompa elettrica. Questo serbatoio può essere estraibile oppure fisso, con riempimento dall'esterno. Le pareti sono in genere ampiamente finestrate e dotate di isolamento termico. All'esterno può essere applicato un tendalino parasole oppure, per le soste prolungate, una veranda chiusa di tela che ne amplia notevolmente lo spazio abitabile.

## Tecniche produttive
Dalla sua nascita, fino ad oggi, le tecniche produttive e le tipologie di roulotte sono state molto vaste. Possiamo suddividerle in due tipologie principali: roulotte in alluminio e roulotte in vetroresina.
Tra le roulotte in alluminio ci sono più tipologie. La più usata e la più vecchia è quella di produrre una cellula partendo da un telaio in listelli di legno. All'interno degli spazi creati tra un incrocio di uno e più listelli di legno si inserisce dell'isolante, e si fodera la parte esterna con alluminio oppure fogli in vetroresina o alufiber, e la parte interna con compensato. Questa tecnica costruttiva consente di mantenere i costi di produzione bassi, e di avere un peso abbastanza ridotto, a dispetto però di una robustezza non eccellente, tanto è vero che il mobilio montato internamente ha anche una funzione di irrobustimento e portante.
Altra tipologia usata è quella del telaio di alluminio, chiamata comunemente "tecnica aeronautica". In questo caso si crea una gabbia con profilato di alluminio (o duralluminio nei punti nevralgici), si isolano gli spazi ricavati tra gli incroci dei profilati, e si fodera l'esterno con alluminio e l'interno o con alluminio o con compensato. Questa tecnica possiamo trovarla attualmente sulle Airstream ed in passato su alcune caravan Motto e su tutta la produzione Nardi, fatta eccezione per la Futura. Una struttura fatta in questo modo è autoportante, per cui mobili interni non hanno funzione portante e la cellula risulta estremamente robusta e longeva. I contro di questa tecnica sono i costi di produzione, ed i tempi, generalmente dilatati.
L'altra tecnica costruttiva è quella della cellula portante in vetroresina. In questi casi le roulotte sono quasi sempre prive di spigoli vivi, il che ne favorisce l'aerodinamicità. In genere per la produzione vengono sovrapposti due gusci in vetroresina, e poi assemblati al telaio con la giunta in senso verticale od orizzontale. In sostanza la cellula non ha un'intelaiatura separata, ma è il tutt'uno ad essere portante. Lo spessore della vetroresina varia da costruttore a costruttore, ed anche da punto a punto: in genere nei punti nevralgici vi sarà un maggiore spessore, mentre al centro di una parete lo spessore sarà inferiore. Per l'isolamento può essere usato del poliuretano iniettato, oppure fogli isolanti applicati successivamente. I vantaggi che offre questa tipologia costruttiva risiedono nella facilità di riparazione del mezzo, mentre gli svantaggi generalmente sono il peso e tutti quelli derivati dall'impiego della vetroresina (crepe, ingiallimento, ecc.), oltre al costo. Attualmente diversi costruttori e allestitori optano per questa tecnica.
Un'altra tecnica produttiva che si sta diffondendo sempre di più è quella delle pareti con isolante iniettato. In questo modo si hanno pareti formate da isolante al centro, alluminio all'esterno, e compensato dall'altra parte. Le pareti così fatte possono essere assemblate senza bisogno di un telaio, ed offrono una robustezza maggiore a quelle con telaio in legno interno. In passato questa è stata una tecnica sperimentata da Laverda e da molti marchi scandinavi. Oggi è una tecnica utilizzata da molti marchi scandinavi e tedeschi, tra cui ricordiamo il sistema Pual di Hymer.

## Sicurezza
Le moderne roulotte sono dotate di ganci stabilizzati che riducono drasticamente i movimenti ondulatori del rimorchio che rendono quasi impercettibile il "colpo d'aria" causato dal sorpasso da parte di automezzi di massa e dimensioni superiori. Lo stabilizzatore sostanzialmente stringe con dei ferodi il gancio della trattrice attenuando qualsiasi movimento. Nelle manovre più delicate a bassa velocità è infatti conveniente disattivarlo soprattutto in retromarcia dove i movimenti è meglio che siano fluidi.
Un sistema elettronico antisbandamento denominato ATC (accessorio normalmente aggiuntivo) è in grado di intervenire autonomamente in caso di sbandata del rimorchio e tirare il freno adeguato per ripristinare l'allineamento del mezzo alla direzione di marcia.

## Movimentatore
Chiamato mover, è un dispositivo che attraverso due motori elettrici che agiscono sulle due ruote permettono con il telecomando di spostare comodamente la caravan per il posizionamento nella piazzola del campeggio. Essendo 2 motori separati è possibile far ruotare su se stessa la roulotte, che può tornare utile per togliersi di impaccio nel caso in cui si è incappati in una strada senza possibilità di manovra.
Esistono varie marche e modelli ma quelli più largamente diffusi funzionano mediante rulli che si aggrappano al battistrada dello pneumatico imprimendogli una rotazione mediante attrito (radente e volvente).